# بخش کدالور
بخش کدالور (به انگلیسی: Cuddalore district) یک بخش در هند است که در تامیل نادو واقع شده‌است. بخش کدالور ۲٬۶۰۵٬۹۱۴ نفر جمعیت دارد.